# Le Châtelard (Fribourg)
Pour les articles homonymes, voir Le Châtelard.
Le Châtelard (Tsathèlâ  en patois fribourgeois) est une localité et une commune suisse du canton de Fribourg, située dans le district de la Glâne.

## Géographie
Selon l'Office fédéral de la statistique, Le Châtelard mesure 751 ha. 3,2 % de cette superficie correspond à des surfaces d'habitat ou d'infrastructure, 70,1 % à des surfaces agricoles et 26,7 % à des surfaces boisées .
Le Châtelard est limitrophe de Villorsonnens, Sorens, Marsens, Grangettes et Massonnens.

## Démographie
Selon l'Office fédéral de la statistique, Le Châtelard possède 354 habitants en 2022. Sa densité de population atteint 47 hab./km2.
Le graphique suivant résume l'évolution de la population de Le Châtelard entre 1850 et 2008 :